# إم إس فريدوم أوف ذي سيز

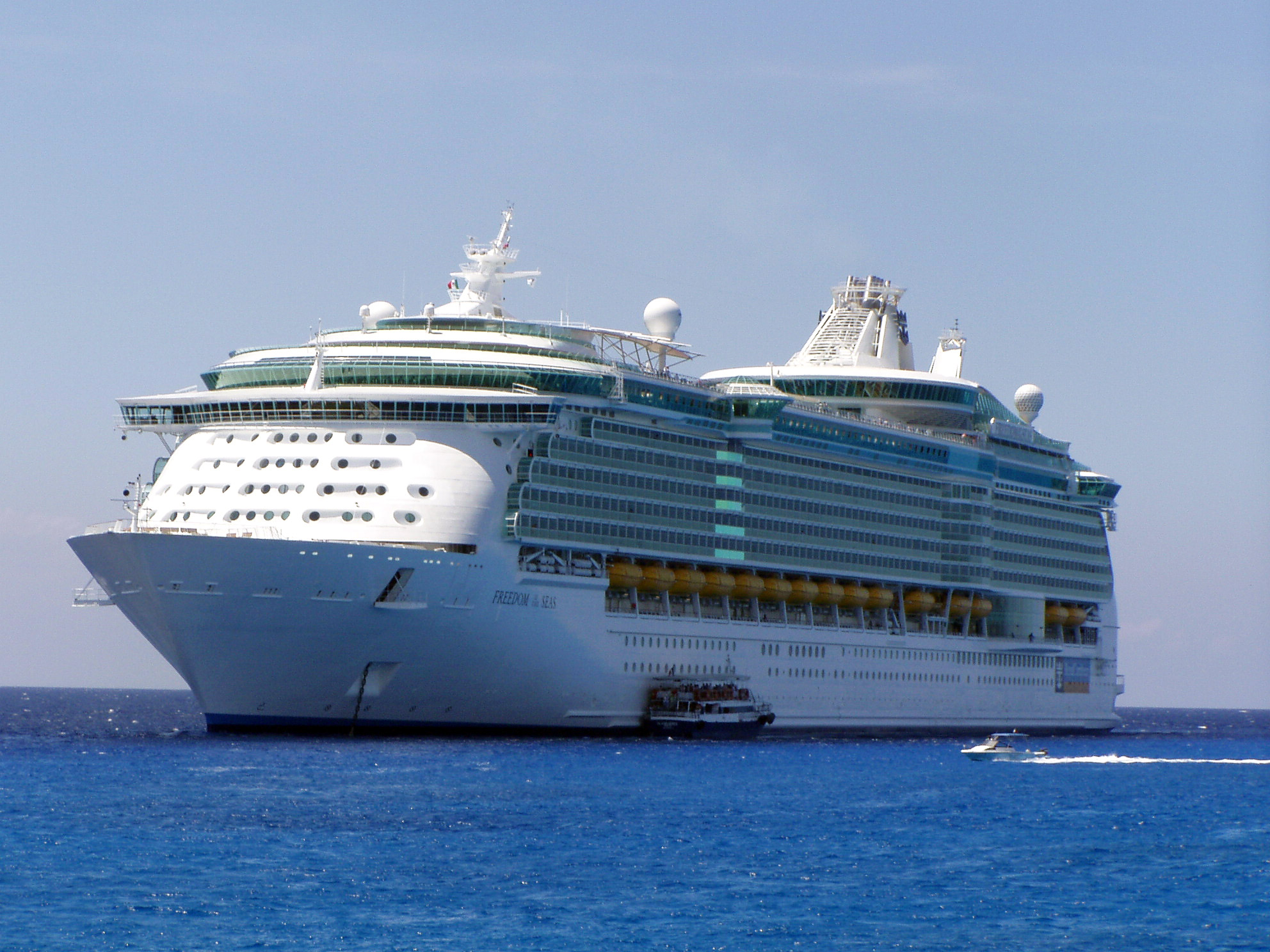
فريدوم أوف ذي سيز

فريدوم اوف ذي سيز  (بالإنجليزية Freedom of the Seas) وتعني حرية البحار 
هي أكبر سفينة لنقل الركاب في العالم. وتعد السفينة الفنلندية الصنع مفخرة خطوط الكاريبي الملكية البحرية الدولية. وتستطيع السفينة ان تحمل على متنها 4375 مسافرا في كل رحلة تقطعها عبر الكاريبي. تزن السفينة 160 ألف طن وطولها 339 مترا وعرضها 56 مترا وبمقدورها الإبحار بسرعة 21.6 عقدة.
وتضم «فريدوم اوف ذي سيز» أول حوض في العالم للتزلج على سطح المياه على متن سفينة، ومكانا خاصا للتزلج على الجليد وجدارا صخريا لهواة التسلق. كما تحتوي السفينة على حديقة مائية وتماثيل ومنحوتات ملونة وكثير من المطاعم والبارات والصالونات.